# Darrel Brown
Darrel Rondel Brown (Arima, 10 ottobre 1984) è un velocista trinidadiano, quattro volte vicecampione mondiale, una sui 100 metri piani e tre con staffetta 4×100 metri, ai Mondiali.

## Biografia
Campione mondiale juniores nei 100 metri nel 2002 a Kingston e giovanile l'anno precedente a Debrecen.

## Palmarès
| Anno | Manifestazione      | Sede        | Evento      | Risultato        | Prestazione | Note             |
| ---- | ------------------- | ----------- | ----------- | ---------------- | ----------- | ---------------- |
| 2003 | Mondiali            | Parigi      | 100 m piani | Argento          | 10"08       |                  |
| 2008 | Campionati CAC      | Cali        | 100 m piani | Oro              | 38"89       |                  |
| 2008 | Giochi olimpici     | Pechino     | 100 mpiani  | Quarti di finale | 10"93       |                  |
| 2009 | Mondiali            | Berlino     | 4 × 100 m   | Argento          | 37"62       | Record nazionale |
| 2011 | Campionati CAC      | Mayagüez    | 4 × 100 m   | Argento          | 38"89       |                  |
| 2011 | Giochi panamericani | Guadalajara | 100 m piani | Batteria         | 10"63       |                  |